# 老獸
《老獸》，是周子陽執導的首部中國劇情片。

## 剧情
故事的主角是已破产多年，赋闲在家的老杨，有一次他动用了生病住院的老婆的手术费，让他和儿女们的矛盾冲突大爆发。

## 演員
- 飾 老楊
- 王超北 飾 大兒子楊冰
- 伊丹納 飾 兒媳婦王麗霞
- 王銘碩 飾 二女兒楊梅
- 蘇楓 飾 二女婿梁國棟
- 阿拉騰烏拉 飾 盧布森
- 王子子 飾 莉莉
- 孫加琴 飾 三女兒楊小琴
- 黃偉 飾 三女婿徐峰

## 獎項及提名
| 類別         | 頒獎日期       | 獎項               | 名字             | 結果 | 參考 |
| ------------ | -------------- | ------------------ | ---------------- | ---- | ---- |
| 東京國際影展 | 2017年11月3日  | 特別提及獎         | 《老獸》         | 獲獎 |      |
| 金馬獎       | 2017年11月25日 | 最佳男主角         |                  | 獲獎 |      |
| 金馬獎       | 2017年11月25日 | 最佳新導演         | 周子陽           | 提名 |      |
| 金馬獎       | 2017年11月25日 | 最佳原著劇本       | 周子陽           | 獲獎 |      |
| 金馬獎       | 2017年11月25日 | 最佳攝影           | Matthias DELVAUX | 提名 |      |
| 金馬獎       | 2017年11月25日 | 國際影評人費比西獎 | 《老獸》         | 獲獎 |      |
| 金鸡奖       | 2019年11月23日 | 最佳男主角         |                  | 提名 |      |

## 外部連結
- 豆瓣电影上《老獸》的資料 （简体中文）
- 開眼電影網上《老獸》的資料（繁體中文）
- 互联网电影数据库（IMDb）上《老獸》的资料（英文）